# ATC-kod J07: Vacciner
ATC-kod J07: Vacciner är en del av klassificeringssystemet ATC (Anatomical Therapeutic Chemical Classification System) för läkemedel och vissa andra medicinska produkter. ATC utvecklas av WHO och består av alfanumeriska koder indelade i grupper utifrån anatomi, medicinsk funktion och läkemedelstyp på 5 olika kodnivåer. Denna sida utgör innehållet i en specifik grupp på nivå 2.

## J07AVaccinermotbakteriella infektioner

### J07AC Vaccin motmjältbrand
J07AC01 Antigen mot mjältbrand

### J07AD Vaccin motbrucellos
J07AD01 Antigen mot brucellos

### J07AE Vaccin motkolera
J07AE01 Kolera, inaktiverat, helcell
J07AE02 Kolera, levande försvagat
J07AE51 Kolera, kombination med vaccin mot tyfus, inaktiverat, helcell

### J07AF Vaccin motdifteri
J07AF01 Difteritoxoid

### J07AG Vaccin motHaemophilus influenzaeB
J07AG01 Haemophilus influenzae B, renat antigen, konjugat
J07AG51 Haemophilus influenzae B, kombinationer med toxoider
J07AG52 Haemophilus influenzae B, kombinationer med pertussis och toxoider
J07AG53 Haemophilus influenzae B, kombinationer med meningokocker C, konjugat

### J07AH Vaccin motmeningokockinfektioner
J07AH01 Meningokockinfektion A, renat polysackaridantigen
J07AH02 Meningokockinfektioner, övriga monovalenta, renat polysackaridantigen
J07AH03 Meningokockinfektioner, bivalent, renat polysackaridantigen
J07AH04 Meningokockinfektioner, tetravalent, renat polysackaridantigen
J07AH05 Meningokockinfektioner, övriga polyvalenta, renat polysackaridantigen
J07AH06 Meningokockinfektion B, yttermembranvesikel, vaccin
J07AH07 Meningokockinfektion C, renat polysackaridantigen, konjugerat

### J07AJ Vaccin motkikhosta
J07AJ01 Kikhosta, inaktiverat, helcell
J07AJ02 Kikhosta, renat antigen
J07AJ51 Kikhosta, inaktiverat, helcell, kombinationer med toxoider
J07AJ52 Kikhosta, renat antigen, kombinationer med toxoider

### J07AK Vaccin motpest
J07AK01 Pest, inaktiverat, helcell

### J07AL Vaccin motpneumokockinfektioner
J07AL01 Pneumokockinfektioner, renat polysackaridantigen
J07AL02 Pneumokockinfektioner, renat polysackaridantigen, konjugerat
J07AL52 Pneumokockinfektioner, renat polysackaridantigen och haemophilus influenzae, konjugerat

### J07AM Vaccin motstelkramp
J07AM01 Stelkrampstoxoid
J07AM51 Stelkrampstoxoid, kombinationer med difteritoxoid
J07AM52 Stelkrampstoxoid, kombinationer med stelkrampsimmunoglobuliner

### J07AN Vaccin mottuberkulos
J07AN01 Tuberkulos, levande försvagat

### J07AP Vaccin mottyfoid
J07AP01 Tyfoid, oralt, levande försvagat
J07AP02 Tyfoid, inaktiverat, helcell
J07AP03 Tyfoid, renat polysackaridantigen
J07AP10 Tyfoid, kombinationer med paratyfus

### J07AR Vaccin motfläcktyfus
J07AR01 Fläcktyfus, inaktiverat, helcell

### J07AX Övriga Vacciner mot bakteriella infektioner
Inga undergrupper.

## J07B Vacciner motvirusinfektioner

### J07BA Vaccin motencefalit
J07BA01 Fästingburen encefalit, inaktiverat, helvirus
J07BA02 Japansk encefalit, inaktiverat helvirus

### J07BB Vaccin motinfluensa
J07BB01 Influensa, inaktiverat, helvirus
J07BB02 Influensa, renat antigen
J07BB03 Influensa, levande försvagat

### J07BC Vaccin motvirushepatit
J07BC01 Hepatit B, renat antigen
J07BC02 Hepatit A, inaktiverat, helvirus
J07BC20 Kombinationer

### J07BD Vaccin motmässling
J07BD01 Mässling, levande försvagat
J07BD51 Mässling, kombinationer med påssjuka, levande försvagat
J07BD52 Mässling, kombinationer med påssjuka och röda hund, levande försvagat
J07BD53 Mässling, kombinationer med röda hund, levande försvagat
J07BD54 Mässling, kombinationer med påssjuka, röda hund och varicella, levande försvagat

### J07BE Vaccin motpåssjuka
J07BE01 Påssjuka, levande försvagat

### J07BF Vaccin motpolio
J07BF01 Polio, oralt, monovalent, levande försvagat
J07BF02 Polio, oralt, trivalent, levande försvagat
J07BF03 Polio, trivalent, inaktiverat helvirus

### J07BG Vaccin motrabies
J07BG01 Rabies, inaktiverat helvirus

### J07BH Vaccin motrotavirus-diarré
J07BH01 Rotavirus, levande försvagat
J07BH02 Rotavirus, pentavalent, levande, reassortant

### J07BJ Vaccin motröda hund
J07BJ01 Röda hund, levande försvagat
J07BJ51 Röda hund, kombinationer med påssjuka, levande försvagat

### J07BK Vaccin motvaricellazoster
J07BK01 Vaccin mot vattkoppor, levande försvagat
J07BK02 Vaccin mot bältros, levande försvagat

### J07BL Vaccin motgula febern
J07BL01 Gula febern, levande försvagat

### J07BM Vaccin mothumant papillomavirus
J07BM01 Papillomavirus (humant typ 6, 11, 16, 18)
J07BM02 Papillomavirus (humant typ 16,18)

### J07BX Övriga vacciner mot virusinfektioner
Inga undergrupper.

## J07C Vacciner motbakteriella infektionerochvirusinfektioner, kombinationer

### J07CA Vacciner mot bakteriella infektioner och virusinfektioner, kombinationer
J07CA01 Difteri-polio-stelkramp
J07CA02 Difteri-pertussis-polio-stelkramp
J07CA03 Difteri-röda hund-stelkramp
J07CA04 Haemophilus influenzae B-polio
J07CA05 Difteri-hepatit B-pertussis-stelkramp
J07CA06 Difteri-Haemophilus influenzae B-pertussis-polio-stelkramp
J07CA07 Difteri-hepatit B-stelkramp
J07CA08 Haemophilus influenzae B-hepatit B
J07CA09 Difteri-Haemophilus influenzae B-kikhosta-poliomyelit-stelkramp-hepatit B
J07CA10 Tyfoid-hepatit A
J07CA11 Difteri-Haemophilus influenzae B-kikhosta-stelkramp-hepatit B
J07CA12 Difteri-kikhosta-polio-stelkramp-hepatit B

## J07X Övriga vacciner
Inga undergrupper.

### Engelska
- WHO Collaborating Centre for Drug Statistics Methodology - ATC Index
- WHO Collaborating Centre for Drug Statistics Methodology - ATCvet Index

### Svenska
- SIL online
- FASS.se - ATC
- FASS.se - Veterinär-ATC
- Sök läkemedelsfakta - Läkemedelsverket
- Socialstyrelsen : Klassifikationer
- Nationellt produktregister för läkemedel - NPL